# Omar Khlifi
Omar Khlifi (àrab: عمار الخليفي, ʿUmār al-Ḫlīfī) (Soliman, 16 de març de 1934 - ?, 30 de desembre de 2017) va ser un guionista, productor i director de cinema tunisià.

## Biografia
Autodidacta, des de principis dels anys 1960, va rodar una dotzena de curtmetratges i migmetratges. El 1966, va dirigir el primer llargmetratge de la història del cinema tunisià després de la independència: El-Fajr/L'Aube (35 mm, en blanc i negre).
Khlifi va ser un membre actiu del Moviment de Cineastes Amateurs de Tunísia (MTCA). Gran pioner del cinema nord-africà, va publicar el 1970 un llibre sobre els orígens del cinema tunisià que va titular L'histoire du cinéma en Tunisie (1896-1970) publicat per la Société Tunisienne de Diffusion de Tunis. També és el fundador de la companyia Films Omar Khlifi, el 1960, amb la qual va rodar tres de les seves pel·lícules: Al moutamarred, Fellagas i Sourakh (‘Crits’).
Va morir el 30 de desembre de 2017.

## Filmografia
- 1966 : El-Fajr
- 1968 : Al moutamarred
- 1970 : Fellagas
- 1972 : Sourakh
- 1986 : Al-tahaddi

## Distincions
- El 5 de novembre 2016 va ser condecorat amb la insígnia de Gran Oficial de l'Ordre del Mèrit de Tunísia.[2][3]

## Publicacions
- L'histoire du cinéma en Tunisie (1896-1970) (en francès).  Tunis: Société tunisienne de diffusion, 1970, p. 239.
- Bizerte (en francès).  Carthage: MC-Editions, 2001, p. 34. ISBN 978-9973807199..
- L'assassinat de Salah Ben Youssef (en francès).  Carthage: MC-Editions, 2005, p. 236. ISBN 978-9973807489..
- Moncef Bey (en francès).  Carthage: MC-Editions, 2006, p. 285. ISBN 978-9973807243..
- Le changement... pourquoi ? comment ? (en francès).  Tunis: Omar Khlifi, 2009, p. 239. ISBN 978-9973052957..